# Patricia Obee
Patricia Obee, född 31 oktober 1991, är en kanadensisk roddare.
Obee tävlade för Kanada vid olympiska sommarspelen 2012 i London, där hon tillsammans med Lindsay Jennerich slutade på 7:e plats i lättvikts-dubbelsculler.
Vid olympiska sommarspelen 2016 i Rio de Janeiro tog Obee tillsammans med Lindsay Jennerich silver i lättvikts-dubbelsculler.